# Patinage de vitesse aux Jeux olympiques de 1998
Pour des articles plus généraux, voir Patinage de vitesse aux Jeux olympiques et Jeux olympiques d'hiver de 1998.
Navigation
Lillehammer 1994 Salt Lake City 2002
Les épreuves de patinage de vitesse aux Jeux olympiques d'hiver de 1998 ont lieu du 8 au 20 février 1998 dans le M-Wave, à Nagano au Japon.

## Médailles

### Podiums
| Épreuves                     | Or                        | Argent                   | Bronze                    |
| ---------------------------- | ------------------------- | ------------------------ | ------------------------- |
| Hommes                       |                           |                          |                           |
| 500 m résultats détaillés    | Hiroyasu Shimizu (JPN)    | Jeremy Wotherspoon (CAN) | Kevin Overland (CAN)      |
| 1 000 m résultats détaillés  | Ids Postma (NED)          | Jan Bos (NED)            | Hiroyasu Shimizu (JPN)    |
| 1 500 m résultats détaillés  | Ådne Søndrål (NOR)        | Ids Postma (NED)         | Rintje Ritsma (NED)       |
| 5 000 m résultats détaillés  | Gianni Romme (NED)        | Rintje Ritsma (NED)      | Bart Veldkamp (BEL)       |
| 10 000 m résultats détaillés | Gianni Romme (NED)        | Bob de Jong (NED)        | Rintje Ritsma (NED)       |
| Femmes                       |                           |                          |                           |
| 500 m résultats détaillés    | Catriona LeMay Doan (CAN) | Susan Auch (CAN)         | Tomomi Okazaki (JPN)      |
| 1 000 m résultats détaillés  | Marianne Timmer (NED)     | Christine Witty (USA)    | Catriona LeMay Doan (CAN) |
| 1 500 m résultats détaillés  | Marianne Timmer (NED)     | Gunda Niemann (GER)      | Christine Witty (USA)     |
| 3 000 m résultats détaillés  | Gunda Niemann (GER)       | Claudia Pechstein (GER)  | Anni Friesinger (GER)     |
| 5 000 m résultats détaillés  | Claudia Pechstein (GER)   | Gunda Niemann (GER)      | Lyudmila Prokasheva (KAZ) |

### Tableau des médailles
| Rang  | Nation     | Or | Argent | Bronze | Total |
| ----- | ---------- | -- | ------ | ------ | ----- |
| 1     | Pays-Bas   | 5  | 4      | 2      | 11    |
| 2     | Allemagne  | 2  | 3      | 1      | 6     |
| 3     | Canada     | 1  | 2      | 2      | 5     |
| 4     | Japon      | 1  | 0      | 2      | 3     |
| 5     | Norvège    | 1  | 0      | 0      | 1     |
| 6     | États-Unis | 0  | 1      | 1      | 2     |
| 7     | Belgique   | 0  | 0      | 1      | 1     |
| 7     | Kazakhstan | 0  | 0      | 1      | 1     |
| Total | Total      | 10 | 10     | 10     | 30    |

## Résultats

### Hommes

#### 500 mètres
| Rang   | Athlète                  | Temps         |
| Or     | Hiroyasu Shimizu (JPN)   | 1 min 11 s 35 |
| Argent | Jeremy Wotherspoon (CAN) | 1 min 11 s 84 |
| Bronze | Kevin Overland (CAN)     | 1 min 11 s 86 |
| 4      | Sylvain Bouchard (CAN)   | 1 min 12 s 00 |
| 5      | Patrick Bouchard (CAN)   | 1 min 12 s 05 |
| 6      | Casey FitzRandolph (USA) | 1 min 12 s 20 |
| 7      | Kim Yoon-man (KOR)       | 1 min 12 s 36 |
| 8      | Lee Kyou-Hyuk (KOR)      | 1 min 12 s 55 |

#### 1000 mètres
| Rang   | Athlète                   | Temps         |
| Or     | Ids Postma (NED)          | 1 min 10 s 64 |
| Argent | Jan Bos (NED)             | 1 min 10 s 71 |
| Bronze | Hiroyasu Shimizu (JPN)    | 1 min 11 s 00 |
| 4      | Jakko Jan Leeuwangh (NED) | 1 min 11 s 26 |
| 5      | Sylvain Bouchard (CAN)    | 1 min 11 s 29 |
| 6      | Jeremy Wotherspoon (CAN)  | 1 min 11 s 39 |
| 7      | Casey FitzRandolph (USA)  | 1 min 11 s 64 |
| 8      | K.C. Boutiette (USA)      | 1 min 11 s 75 |

#### 1500 mètres
| Rang   | Athlète              | Temps            |
| Or     | Ådne Søndrål (NOR)   | 1 min 47 s 87 WR |
| Argent | Ids Postma (NED)     | 1 min 48 s 13    |
| Bronze | Rintje Ritsma (NED)  | 1 min 48 s 52    |
| 4      | Jan Bos (NED)        | 1 min 49 s 75    |
| 5      | K.C. Boutiette (USA) | 1 min 50 s 04    |
| 6      | Martin Hersman (NED) | 1 min 50 s 31    |
| 7      | Hiroyuki Noake (NED) | 1 min 50 s 49    |
| 8      | Toru Aoyanagi (JPN)  | 1 min 50 s 68    |

#### 5000 mètres
| Rang   | Athlète                | Temps            |
| Or     | Gianni Romme (NED)     | 6 min 22 s 20 WR |
| Argent | Rintje Ritsma (NED)    | 6 min 28 s 24    |
| Bronze | Bart Veldkamp (BEL)    | 6 min 28 s 31    |
| 4      | Bob de Jong (NED)      | 6 min 31 s 37    |
| 5      | Frank Dittrich (GER)   | 6 min 32 s 17    |
| 6      | René Taubenrauch (GER) | 6 min 35 s 21    |
| 7      | Keiji Shirahata (JPN)  | 6 min 36 s 71    |
| 8      | Kjell Storelid (NOR)   | 6 min 37 s 12    |

#### 10 000 mètres
| Rang   | Athlète              | Temps             |
| Or     | Gianni Romme (NED)   | 13 min 15 s 33 WR |
| Argent | Bob de Jong (NED)    | 13 min 25 s 76    |
| Bronze | Rintje Ritsma (NED)  | 13 min 28 s 19    |
| 4      | Bart Veldkamp (BEL)  | 13 min 29 s 69    |
| 5      | Kjell Storelid (NOR) | 13 min 35 s 95    |
| 6      | Frank Dittrich (GER) | 13 min 36 s 58    |
| 7      | Lasse Sætre (NOR)    | 13 min 42 s 94    |
| 8      | K.C. Boutiette (USA) | 13 min 44 s 03    |

### Femmes

#### 500 mètres
| Rang   | Athlète                    | Temps         |
| Or     | Catriona Le May Doan (CAN) | 1 min 16 s 60 |
| Argent | Susan Auch (CAN)           | 1 min 16 s 93 |
| Bronze | Tomomi Okazaki (JPN)       | 1 min 17 s 10 |
| 4      | Franziska Schenk (GER)     | 1 min 17 s 45 |
| 5      | Kyoko Shimazaki (JPN)      | 1 min 17 s 68 |
| 6      | Marianne Timmer (NED)      | 1 min 18 s 15 |
| 7      | Sabine Völker (GER)        | 1 min 18 s 19 |
| 8      | Monique Garbrecht (GER)    | 1 min 18 s 45 |

#### 1000 mètres
| Rang   | Athlète                    | Temps         |
| Or     | Marianne Timmer (NED)      | 1 min 16 s 51 |
| Argent | Chris Witty (USA)          | 1 min 16 s 79 |
| Bronze | Catriona Le May Doan (CAN) | 1 min 17 s 37 |
| 4      | Sabine Völker (GER)        | 1 min 17 s 54 |
| 5      | Annamarie Thomas (NED)     | 1 min 17 s 95 |
| 6      | Becky Sundstrom (USA)      | 1 min 18 s 23 |
| 7      | Tomomi Okazaki (JPN)       | 1 min 18 s 27 |
| 8      | Eriko Sanmiya (JPN)        | 1 min 18 s 36 |

#### 1500 mètres
| Rang   | Athlète                        | Temps            |
| Or     | Marianne Timmer (NED)          | 1 min 57 s 58 WR |
| Argent | Gunda Niemann-Stirnemann (GER) | 1 min 58 s 66    |
| Bronze | Chris Witty (USA)              | 1 min 58 s 97    |
| 4      | Emese Hunyady (AUT)            | 1 min 59 s 19    |
| 5      | Anni Friesinger (GER)          | 1 min 59 s 20    |
| 6      | Annamarie Thomas (NED)         | 1 min 59 s 29    |
| 7      | Claudia Pechstein (GER)        | 1 min 59 s 46    |
| 8      | Jennifer Rodriguez (USA)       | 2 min 00 s 97    |

#### 3000 mètres
| Rang   | Athlète                        | Temps         |
| Or     | Gunda Niemann-Stirnemann (GER) | 4 min 07 s 29 |
| Argent | Claudia Pechstein (GER)        | 4 min 08 s 47 |
| Bronze | Anni Friesinger (GER)          | 4 min 09 s 44 |
| 4      | Jennifer Rodriguez (USA)       | 4 min 11 s 64 |
| 5      | Emese Hunyady (AUT)            | 4 min 12 s 01 |
| 6      | Kirstin Holum (USA)            | 4 min 12 s 24 |
| 7      | Lyudmila Prokasheva (KAZ)      | 4 min 14 s 23 |
| 8      | Annamarie Thomas (NED)         | 4 min 14 s 38 |

#### 5000 mètres
| Rang   | Athlète                        | Temps         |
| Or     | Claudia Pechstein (GER)        | 6 min 59 s 61 |
| Argent | Gunda Niemann-Stirnemann (GER) | 6 min 59 s 65 |
| Bronze | Lyudmila Prokasheva (KAZ)      | 7 min 11 s 14 |
| 4      | Barbara de Loor (NED)          | 7 min 11 s 81 |
| 5      | Tonny de Jong (NED)            | 7 min 12 s 77 |
| 6      | Carla Zijlstra (NED)           | 7 min 12 s 89 |
| 7      | Kirstin Holum (USA)            | 7 min 14 s 20 |
| 8      | Emese Hunyady (AUT)            | 7 min 15 s 23 |